# (32618) Leungkamcheung
2001 QL293 (asteroide 32618) é um asteroide da cintura principal. Possui uma excentricidade de 0.02303540 e uma inclinação de 1.55191º.
Este asteroide foi descoberto no dia 31 de agosto de 2001 por William Kwong Yu Yeung em Desert Eagle.